# Пам'ятники Городищенського району
Па́м'ятники Городи́щенського райо́ну — об'єкти монументального мистецтва, встановлені в різні роки на території Городищенського району Черкаської області.

## Городище
| Назва                       | Дата встановлення | Розташування | Фото | Короткі відомості |
| Левку Симиренко, погруддя   |                   |              |      |                   |
| Семену Гулаку-Артемовському |                   |              |      |                   |

## Вільшана
| Назва                                                                                     | Дата встановлення | Розташування                                             | Фото | Короткі відомості |
| Братська могила                                                                           |                   | На розі вулиць Горького та Калабердіна                   |      | |
| Братська могила                                                                           |                   | Вул. Шевченка (на території школи І-ІІ ступенів)         |      | |
| Братська могила                                                                           |                   | На території старого цвинтаря на початку вул. Шевченка   |      | |
| Військовий меморіал                                                                       |                   | Вул. Шевченка (поблизу ставу)                            |      | |
| Жертвам голодоморів                                                                       | Жовтень 2008      | вул. Шевченка, 194                                       |      | Меморіал односельцям Вільшани — безвинно замордованим голодоморами 1932-33 рр. та 1946-47 рр. — вічна пам'ять. Виготовлено і встановлено благодійництвом Сергія Головатого. Художник Микола Малишко. Майстер Сергій Діонісьєв. |
| Пам'ятний знак на місці садиби пана Енгельгардта                                          |                   | вул. Шевченка (перед Вільшанським інтернатом)            |      | Надпис на камені: Тут була садиба управителя пана Енгельгардта, де в 1829 році служив козачком Т. Г. Шевченко |
| Пам'ятний знак родині братів Кличків                                                      |                   | вул. Шевченка (перед Вільшанською школою І-ІІІ ступенів) |      | |
| 5-му Гвардійському донському козачому кавалерійському корпусу другого українського фронту | 1969              | На виїзді до села Шевченкове                             |      | |
| Забожко Олегу Леонідовичу                                                                 |                   | Вул. Шевченка (на території школи І-ІІ ступенів)         |      | Надпис на пам'ятнику: Забожко Олег Леонідович (1.07.1948 - 6.07.1984) Випускник Вільшанської восьмирічної школи, воїн-інтернаціоналіст, загинув в Афганістані /Від молоді с. Вільшана/                                         |
| Кривоносу Максиму, погруддя                                                               |                   | Вул. Шевченка (поблизу школи І-ІІ ступенів)              |      | Погруддя Максиму Кривоносу. |
| Лосевій Олені                                                                             |                   | Вул. Шевченка (на виїзді до села Петропавлівка)          |      | |